# Elżbieta Jolanta Kościelak
Elżbieta Jolanta Kościelak (ur. 1959) – kuratorka, krytyczka sztuki, galerzystka, pedagożka i wykładowczyni akademicka zajmująca się sztuką współczesną, estetyką XX i XXI w., animacją i marketingiem kultury.
Zrealizowała ponad 70 wystaw w Polsce i za granicą. Jest autorką ponad 100 publikacji krytycznych, zamieszczanych na łamach czasopism wydawanych m.in.: w Polsce, USA, Grecji, Holandii czy Kanadzie. Interesuje się zwłaszcza sztuką konceptualną, abstrakcją geometryczną i minimal artem, zajmuje się też dialogiem interkulturowym w sztuce oraz problemami kultury w kontekście globalizacji.

## Życiorys
W 1984 r. ukończyła kulturoznawstwo na Uniwersytecie Wrocławskim, a w 2001 r. Podyplomowe Studia Menedżerów Kultury w Szkole Głównej Handlowej w Warszawie.
W latach 1984–1995 mieszkała w Atenach, gdzie pracowała jako niezależna kuratorka i krytyczka sztuki. W tym czasie była członkinią greckiej sekcji Międzynarodowego Stowarzyszenia Krytyków Sztuki AICA – AICA HELLAS. W 1994 r. założyła Fundację Kultury Śródziemnomorskiej, której celem była popularyzacja kultury europejskich krajów basenu Morza Śródziemnego.
W 1995 r. wróciła do Polski i zamieszkała we Wrocławiu. Wykładała historię sztuki i estetykę XX wieku w Akademii Sztuk Pięknych we Wrocławiu, historię greckiej sztuki współczesnej w Uniwersytecie Warszawskim oraz wiedzę o kulturze w Policealnym Studium Animatorów Kultury „SKiBA” we Wrocławiu. W roku 2003 była doradczynią w zakresie strategii promocji sztuki polskiej za granicą przy Ministerstwie Kultury i Dziedzictwa Narodowego.

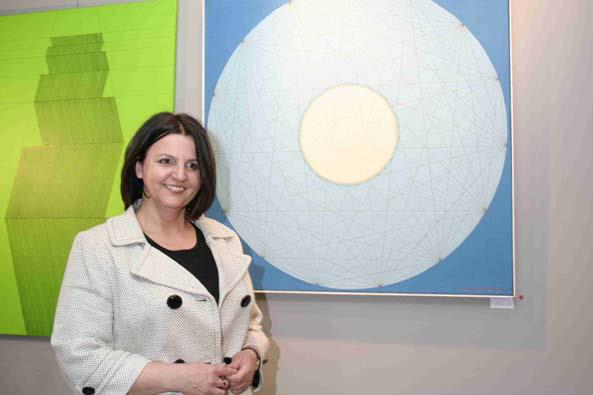
Elżbieta Jolanta Kościelak na wystawie Wandy Gołkowskiej i Jana Chwałczyka w Galerii Kościelak, Hotel Sofitel we Wrocławiu, 2008. Fot. Czesław Chwiszczuk

Od 2003 roku prowadzi Galerię Kościelak – autorską galerię sztuki współczesnej założoną we Wrocławiu, początkowo jako galerię FORUM + w Centrum Kultury Zamek we Wrocławiu – Leśnicy. Galeria prezentuje polską i światową sztukę współczesną, specjalizuje się w abstrakcji geometrycznej, konceptualizmie, nowej ekspresji, a także nowym surrealizmie. Wraz z Dorotą Wrzesińską prowadziła też galerię Na Solnym. W 2010 r. ubiegała się o stanowisko dyrektorki CSW Zamek Ujazdowski w Warszawie, a w konkursie obok niej startowali: Fabio Cavallucci (zwycięzca konkursu), Monika Fabijańska, Milada Ślizińska i Krzysztof Żwirblis.
Jest siostrą artystki i kuratorki Gosi Kościelak-Królikowskiej. W latach 1982–1990 jej mężem był Haris Savvopoulos, profesor historii sztuki na Uniwersytecie im. Arystotelesa w Salonikach.

## Twórczość krytyczna
Od początku lat 80. publikuje teksty krytyczne w takich polskich periodykach, jak: „Odra”, „Projekt”, „Format”, „Orońsko”, „Art & Business”, „Obieg”, „Exit”, „ArtTak” czy w greckim „Arti”.

### Wybrane publikacje

#### Recenzje, eseje, omówienia
- Przestrzeń i czas greckiego miasta, „Projekt” nr 5, 1985, s. 28–32, 75–76.
- Elżbieta Kościelak, Haris Savvopoulos, Współczesna sztuka grecka, „Projekt” nr 1, 1987, s. 14–19, 74.
- Sztuka geometryczna Grecji, „Magazyn Artystyczny” nr 3, 1989.
- Hommage à Henryk Stażewski (korespondencja z Aten), „Format” nr 1/2, 1992, s. 72–73.
- Forma i myśl – Okuninka 92, „Format” nr 3/4, 1992, s. 108–109.
- Metamorfozy modernizmu, czyli wojna domowa w ateńskiej Pinakotece, „Format” nr 3/4, 1992, s. 61, 74.
- Porządek przypadku. O twórczości Józefa Hałasa, „Format” nr 3/4, 1992, s. 24–27.
- Epopeja dworcowa, „Format” nr 3/4, 1992, s. 106–107.
- Znak emocji, „Orońsko” nr 4, 1998, s. 39–43.
- Forma i egzystencja, „Format” nr 3/4, 1998, s. 69–71.
- Północ – Południe. Transkulturowe wizje, Exit. Nowa sztuka w Polsce nr 3, 1999, s. 1996–1997.
- Sztuka i globalizacja, „Format” nr 3, 2000, s. 58–59.
- Filozofia sztuki i życia, „Exit. Nowa sztuka w Polsce” nr 1, 2001, s. 2392–2393.
- VII Targi Sztuki Art Athina 2000, „Art & Business” nr 13/1-2, 2001, s. 18–19.
- Amerykański mit, „Art & Business” nr 13/1-2, 2001, s. 51–52.
- Jan Berdyszak – przemiany. Prace z lat 1960–2002, „Orońsko” nr 4, 2002, s. 5–10.
- Hydrofilia. Rzeźba eko-społeczna, „Orońsko” nr 4, 2004, s. 21–25.
- Dwadzieścia plenerów spod znaku geometrii, „Format” nr 3/4, 2004, s. 66–67.
- Transkulturowość jako wartość sztuki współczesnej, „Acta Universitatis Wratislaviensis. Prace Kulturoznawcze” nr 9, 2005, s. 297–305.
- Nowe media w BWA, „Format” nr 3/4, 2006, s. 53–56.
- O transkulturowości w sztuce, „Format” nr 3, 2007, s. 3–5.
- Nomadyzm rzeczy a sprawa kobiet, „Pro Libris” nr 2, 2007, s. 87–89.
- Narzędzia kultury, „Exit. Nowa sztuka w Polsce” nr 2, 2008, s. 4782–4785.
- Eugeniusz Minciel. „Salute to painting...”, „Exit. Nowa sztuka w Polsce” nr 4, 2009, s. 5274–5283.
- Marcin Berdyszak. Stan świata przyszłego dokonanego, „Format” nr 1/2, 2010, s. 46–51.
- Awangarda – wizja przyszłości, czy jej złudzenie? Czyli dlaczego sztuka europejska zrezygnowała z awangardy, „Acta Universitatis Wratislaviensis. Prace kulturoznawcze” nr 15, 2013, s. 197–201.

Teksty w katalogach
- Praformy. Anna Kowalska-Szewczyk, red. Anna Kowalska-Szewczyk, Galeria Miejska Wrocław, Wrocław 2009.
- Kontekst = Context = Kontext. Marcin Berdyszak, red. Mira Podmanická, Marta Bindek, Galeria Miejska BWA, Bydgoszcz 2015.
- Marcin Berdyszak & Zafos Xagoraris. Tożsamość sztuki, Galeria Kościelak, Muzeum Narodowe, Wrocław 2009.
- Polska – Niemcy 4:6, Galeria Sztuki Współczesnej BWA w Katowicach, Katowice 2009.
- Hommage a Henryk Stażewski. Concept/Form, Cultural Centre of the Municipality of Athens – Arts Centre, Athens 1991.

#### Książki, katalogi monograficzne
- Elżbieta Kościelak, Magdalena Szafkowska, Jan Berdyszak. Szkice i rysunki, Wrocław, Muzeum Narodowe we Wrocławiu, Wrocław 2012.
- Elżbieta Kościelak, Maria Michałowska, Wrocław, 2014.

## Działalność kuratorska

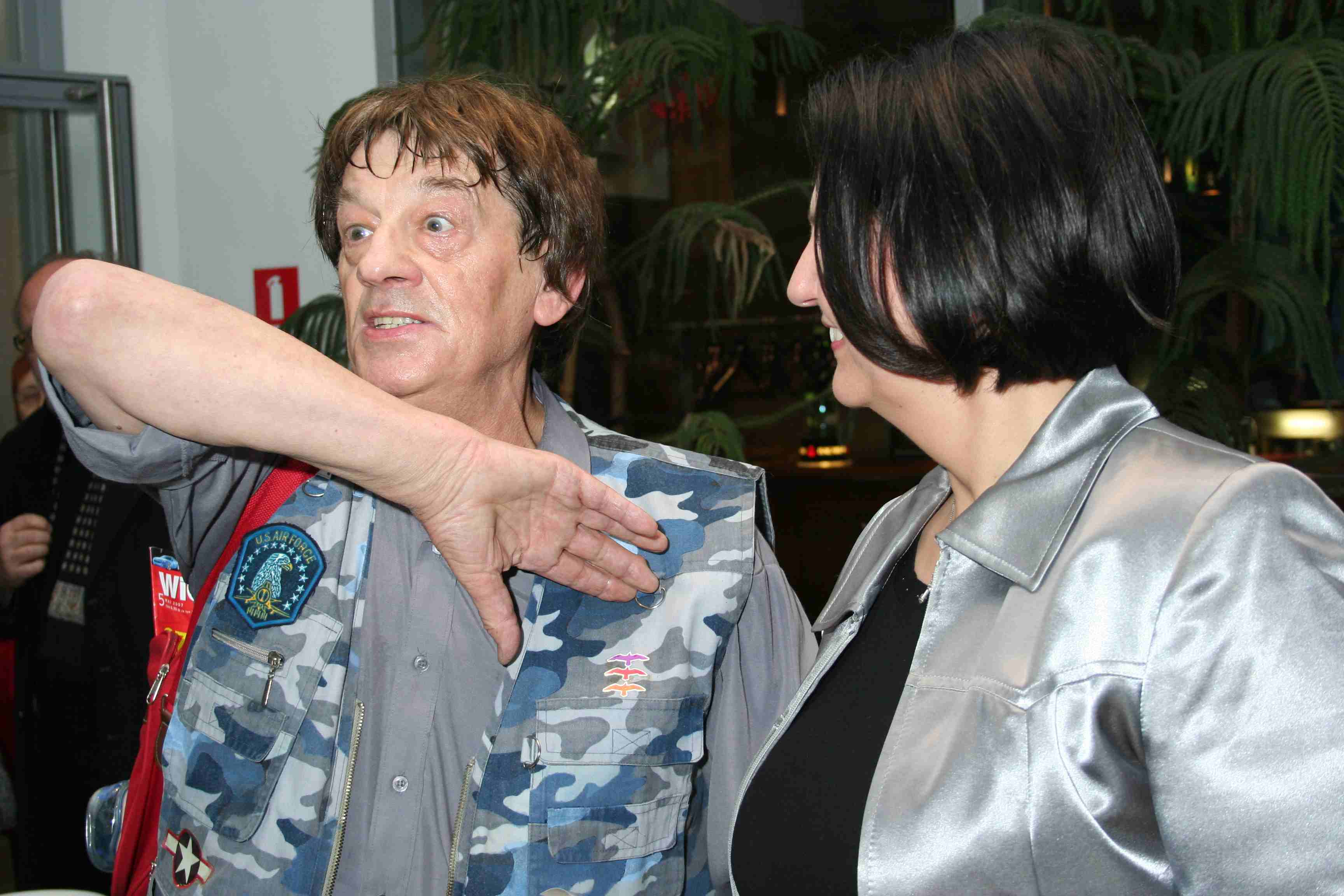
Zdzisław Jurkiewicz i Elżbieta Jolanta Kościelak, Wrocław, 2007. Fot. Stanisław Sielicki

Jako niezależna kuratorka zrealizowała wiele wystaw zbiorowych i indywidualnych m.in.:
- Młode pokolenie polskiego konstruktywizmu, Grecja[2],
- Kalendarium Kurtowi Schwittersowi, 1987 (wraz z Małgorzatą Kościelak i Wandą Gołkowską)[11],
- Hommage a Henryk Stażewski – Concept/Form, 16–31.10.1991, Cultural Centre of the Municipality of Athens – Arts Centre, Ateny, Grecja,
- Transkulturowe wizje. Północ-Południe, Muzeum Narodowe – Królikarnia, Warszawa, 1999[12],
- Transcultural visions. Polish American Contemporary Art, Hyde Park Art Center, Chicago, USA, 2001 (kuratorka: M. Kościelak-Królikowska, współpraca: E. Kościelak, artyści: Edith Altman, Richard Anuszkiewicz, Jan Brud, Ellen Campbell, Bill Cass, Tom Czarnopys, Neil Goodman, Joseph Jachna, James Juzczyk, Kasimir Karpuszko, Gosia Koscielak, Dennis Kowalski, Monika Kulicka, Marion Kryczka, Donald Lipski, Tadeusz Myslowski, Marlena Novak, Ed Paschke, Frank Piatek, Miroslaw Rogala, Katherine Schutta, Thomas Skomski, Maciej Toporowicz, Mary Lou Zelazny)[4][8][13],
- Transkulturowe wizje 2. Polsko-Amerykańska sztuka współczesna, Muzeum Narodowe w Szczecinie, Zamek Książąt Pomorskich w Szczecinie, 2002 (wraz z Małgorzatą Kościelak-Królikowską)[2][4],
- Ed Paschke – grafika, Muzeum Narodowe we Wrocławiu, 2004 (wraz z Małgorzatą Kościelak-Królikowską)[14][15][16],
- Mity/AntyMity, galeria Forum +, Wrocław, 2006[17],
- Bill Viola – Deserts, galeria Forum +, Wrocław 2006[18],
- Maria Michałowska. Rytmy czasu, rytmy przestrzeni, wystawa monograficzna prac z lat 1965–1996, galeia Forum +, Wrocław, 2006[19],
- Zdzisław Jurkiewicz. Żegluga ducha albo trzy miłości, Galeria Kościelak, Wrocław, 2007[20],
- Marcin Berdyszak, Zafos Xagoraris. Tożsamość sztuki, Muzeum Narodowe we Wrocławiu, 2009,
- Rzeczywistość sztuki – sztuka rzeczywistości – wystawy Wandy Gołkowskiej i Jana Chwałczyka, galeria Na Solnym, galeria Forum +, Wrocław, 2012[7],
- Jan Berdyszak. Szkice i rysunki, Muzeum Narodowe we Wrocławiu, 2012 (wraz z Magdaleną Szafkowską)[21].

Prezentowała prace artystów z Polski i z zagranicy, m.in.: twórczość Eda Paschke i Billa Violi, Bożenny Biskupskiej, Gosi Kościelak, Teresy Murak, Zygmunta Rytki, Istvana Haásza, Adeli Matasovej, Vuka Cosica oraz Jana Berdyszaka, Marcina Berdyszaka, Wandy Gołkowskiej, Jana Chwałczyka, Marii Michałowskiej, Zdzisława Jurkiewicza, Jana Pamuły, Sławomira Marca, Gosi Kościelak, Magdaleny Raczko, Michalisa Katzourakisa, Zafosa Xagorarisa, Ryszarda Świerada czy Anny Janusz-Strzyż.